# Velká cena Německa silničních motocyklů 2008
Velká cena Německa silničních motocyklů 2008 se uskutečnila od 11.-13. července, 2008 na okruhu Sachsenring.

## MotoGP
Desátý podnik Mistrovství světa hostil německý Sachsenring. Do boje o titul se začala hlásit továrna Ducati společně s úřadujícím světovým šampiónem Casey Stoner Pedrosa a Rossi mají stále náskok před Australanem a oba tu podle papírových předpokladů přijeli jako favorité. Pedrosa tu zvítězil během poslední čtyř let třikrát a Rossi to dokázal celkem pětkrát.
Pod Marcem Melandrim se silně otřásá židle u Ducati. Množí se spekulace o ukončení spolupráce s italskou továrnou a případném zájmu Kawasaki o jeho osobu. Japonci dokonce nabídli Melandrimu pro závod v Německu motocykl v případě ukončení spolupráce s Ducati.
Indianapolis poprvé přivítal speciály MotoGP. Všichni výrobci motocyklů se zúčastnili dvoudenních testů. Oba dva dny byla nejrychlejší Ducati v sedle s testovacím jezdcem Canepou. Nejlepší čas měl hodnotu 1:43.007.
Loris Capirossi se konečně vrací zpět do závodů. Naopak John Hopkins by se měl do kolotoče MotoGP vrátit nejdříve v Brně.

### Kvalifikace
| *                                                | *                                                | *                                                 |
| _______1_______ Casey Stoner Ducati 1:21.067     |                                                  |                                                   |
|                                                  | _______2_______ Daniel Pedrosa Honda 1:21.420    |                                                   |
|                                                  |                                                  | _______3_______ Colin Edwards Yamaha 1:21.519     |
| _______4_______ Andrea Dovizioso Honda 1:21.656  |                                                  |                                                   |
|                                                  | _______5_______ Jorge Lorenzo Yamaha 1:21.795    |                                                   |
|                                                  |                                                  | _______6_______ Randy de Puniet Honda 1:21.821    |
| _______7_______ Valentino Rossi Yamaha 1:21.845  |                                                  |                                                   |
|                                                  | _______8_______ Nicky Hayden Honda 1:21.876      |                                                   |
|                                                  |                                                  | _______9_______ Shinya Nakano Honda 1:21.920      |
| _______10_______ Alex de Angelis Honda 1:21.977  |                                                  |                                                   |
|                                                  | _______11_______ James Toseland Yamaha 1:22.126  |                                                   |
|                                                  |                                                  | _______12_______ Toni Elias Ducati 1:22.256       |
| _______13_______ Loris Capirossi Suzuki 1:22.542 |                                                  |                                                   |
|                                                  | _______14_______ Chris Vermeulen Suzuki 1:22.601 |                                                   |
|                                                  |                                                  | _______15_______ Sylvain Guintoli Ducati 1:22.938 |
| _______16_______ Marco Melandri Ducati 1:23.131  |                                                  |                                                   |
|                                                  | _______17_______ Anthony West Kawasaki 1:23.158  |                                                   |
| ------------------------------------------------ | ------------------------------------------------ | ------------------------------------------------- |

### Závod
| Pozice | #  | Jezdec           | Stroj    | Kola | Čas       | Rošt | Body |
| ------ | -- | ---------------- | -------- | ---- | --------- | ---- | ---- |
| 1      | 1  | Casey Stoner     | Ducati   | 30   | 47:30.057 | 1    | 25   |
| 2      | 46 | Valentino Rossi  | Yamaha   | 30   | +3.708    | 7    | 20   |
| 3      | 7  | Chris Vermeulen  | Suzuki   | 30   | +14.002   | 14   | 16   |
| 4      | 15 | Alex de Angelis  | Honda    | 30   | +14.124   | 10   | 13   |
| 5      | 4  | Andrea Dovizioso | Honda    | 30   | +42.022   | 4    | 11   |
| 6      | 50 | Sylvain Guintoli | Ducati   | 30   | +46.648   | 15   | 10   |
| 7      | 65 | Loris Capirossi  | Suzuki   | 30   | +1:04.483 | 13   | 9    |
| 8      | 14 | Randy de Puniet  | Honda    | 30   | +1:04.588 | 6    | 8    |
| 9      | 56 | Shinya Nakano    | Honda    | 30   | +1:16.773 | 9    | 7    |
| 10     | 13 | Anthony West     | Kawasaki | 30   | +1:29.275 | 17   | 6    |
| 11     | 52 | James Toseland   | Yamaha   | 29   | +1 kolo   | 11   | 5    |
| 12     | 24 | Toni Elias       | Ducati   | 29   | +1 kolo   | 12   | 4    |
| 13     | 69 | Nicky Hayden     | Honda    | 28   | +2 kola   | 8    | 3    |
| Ret    | 5  | Colin Edwards    | Yamaha   | 20   | Nehoda    | 3    |      |
| Ret    | 33 | Marco Melandri   | Ducati   | 9    | Nehoda    | 16   |      |
| Ret    | 2  | Daniel Pedrosa   | Honda    | 5    | Nehoda    | 2    |      |
| Ret    | 48 | Jorge Lorenzo    | Yamaha   | 2    | Nehoda    | 5    |      |

### Průběžná klasifikace jezdců a týmů
| Pos | #  | Jezdec           | Stroj  | Body |
| --- | -- | ---------------- | ------ | ---- |
| 1   | 46 | Valentino Rossi  | Yamaha | 187  |
| 2   | 2  | Daniel Pedrosa   | Honda  | 171  |
| 3   | 1  | Casey Stoner     | Ducati | 167  |
| 4   | 48 | Jorge Lorenzo    | Yamaha | 114  |
| 5   | 5  | Colin Edwards    | Yamaha | 98   |
| 6   | 4  | Andrea Dovizioso | Honda  | 90   |
| 7   | 7  | Chris Vermeulen  | Suzuki | 73   |
| 8   | 69 | Nicky Hayden     | Honda  | 73   |
| 9   | 52 | James Toseland   | Yamaha | 65   |
| 10  | 56 | Shinya Nakano    | Honda  | 64   |

| Pos | Tým                     | Továrna  | Body |
| --- | ----------------------- | -------- | ---- |
| 1   | Fiat Yamaha Team        | Yamaha   | 301  |
| 2   | Repsol Honda Team       | Honda    | 246  |
| 3   | Ducati Marlboro Team    | Ducati   | 199  |
| 4   | Tech 3 Yamaha           | Yamaha   | 163  |
| 5   | Rizla Suzuki MotoGP     | Suzuki   | 135  |
| 6   | San Carlo Honda Gresini | Honda    | 102  |
| 7   | JiR Team Scot MotoGP    | Honda    | 85   |
| 8   | Alice Team              | Ducati   | 71   |
| 9   | Kawasaki Racing Team    | Kawasaki | 54   |
| 10  | LCR Honda MotoGP        | Honda    | 30   |

| Pos | Továrna  | Body |
| --- | -------- | ---- |
| 1   | Yamaha   | 210  |
| 2   | Honda    | 184  |
| 3   | Ducati   | 172  |
| 4   | Suzuki   | 96   |
| 5   | Kawasaki | 47   |

## 250cc

### Kvalifikace
| *                                                   | *                                                | *                                                | *                                                  |
| _______1_______ Marco Simoncelli Gilera 1:23.399    |                                                  |                                                  |                                                    |
|                                                     | _______2_______ Julian Simon KTM 1:24.057        |                                                  |                                                    |
|                                                     |                                                  | _______3_______ Hector Barbera Aprilia 1:24.077  |                                                    |
|                                                     |                                                  |                                                  | _______4_______ Mika Kallio KTM 1:24.084           |
| _______5_______ Alvaro Bautista Aprilia 1:24.253    |                                                  |                                                  |                                                    |
|                                                     | _______6_______ Alex Debon Aprilia 1:24.398      |                                                  |                                                    |
|                                                     |                                                  | _______7_______ Fabrizio Lai Gilera 1:24.460     |                                                    |
|                                                     |                                                  |                                                  | _______8_______ Roberto Locatelli Gilera 1:24.502  |
| _______9_______ Hiroshi Aoyama KTM 1:24.544         |                                                  |                                                  |                                                    |
|                                                     | _______10_______ Yuki Takahashi Honda 1:24.652   |                                                  |                                                    |
|                                                     |                                                  | _______11_______ Hector Faubel Aprilia 1:24.709  |                                                    |
|                                                     |                                                  |                                                  | _______12_______ Aleix Espargaro Aprilia 1:24.785  |
| _______13_______ Mattia Pasini Aprilia 1:24.797     |                                                  |                                                  |                                                    |
|                                                     | _______14_______ Thomas Lüthi Aprilia 1:24.811   |                                                  |                                                    |
|                                                     |                                                  | _______15_______ Lukáš Pešek Aprilia 1:24.847    |                                                    |
|                                                     |                                                  |                                                  | _______16_______ Karel Abraham Aprilia 1:24.865    |
| _______17_______ Ratthapark Wilairot Honda 1:25.331 |                                                  |                                                  |                                                    |
|                                                     | _______18_______ Federico Sandi Aprilia 1:25.492 |                                                  |                                                    |
|                                                     |                                                  | _______19_______ Eugene Laverty Aprilia 1:25.840 |                                                    |
|                                                     |                                                  |                                                  | _______20_______ Manuel Poggiali Gilera 1:25.889   |
| _______21_______ Alex Baldolini Aprilia 1:26.197    |                                                  |                                                  |                                                    |
|                                                     | _______22_______ Imre Toth Aprilia 1:26.862      |                                                  |                                                    |
|                                                     |                                                  | _______23_______ Russel Gomez Aprilia 1:27.291   |                                                    |
|                                                     |                                                  |                                                  | _______24_______ Doni Tata Pradita Yamaha 1:27.388 |
| _______25_______ Toni Wirsing Honda 1:27.836        |                                                  |                                                  |                                                    |
|                                                     | _______26_______ Alen Gyorfi Honda 1:29.134      |                                                  |                                                    |
| --------------------------------------------------- | ------------------------------------------------ | ------------------------------------------------ | -------------------------------------------------- |

### Závod
| Pozice | #  | Jezdec              | Stroj   | Kola | Čas             | Rošt | Body |
| ------ | -- | ------------------- | ------- | ---- | --------------- | ---- | ---- |
| 1      | 58 | Marco Simoncelli    | Gilera  | 29   | 45:36.703       | 1    | 25   |
| 2      | 21 | Hector Barbera      | Aprilia | 29   | +2.257          | 3    | 20   |
| 3      | 19 | Alvaro Bautista     | Aprilia | 29   | +2.423          | 5    | 16   |
| 4      | 36 | Mika Kallio         | KTM     | 29   | +4.150          | 4    | 13   |
| 5      | 60 | Julian Simon        | KTM     | 29   | +4.846          | 2    | 11   |
| 6      | 75 | Mattia Pasini       | Aprilia | 29   | +8.132          | 13   | 10   |
| 7      | 12 | Thomas Lüthi        | Aprilia | 29   | +38.302         | 14   | 9    |
| 8      | 4  | Hiroshi Aoyama      | KTM     | 29   | +48.926         | 9    | 8    |
| 9      | 72 | Yuki Takahashi      | Honda   | 29   | +50.062         | 10   | 7    |
| 10     | 15 | Roberto Locatelli   | Gilera  | 29   | +51.670         | 8    | 6    |
| 11     | 25 | Alex Baldolini      | Aprilia | 29   | +1:08.796       | 21   | 5    |
| 12     | 32 | Fabrizio Lai        | Gilera  | 29   | +1:08.962       | 7    | 4    |
| 13     | 41 | Aleix Espargaro     | Aprilia | 29   | +1:11.351       | 12   | 3    |
| 14     | 55 | Hector Faubel       | Aprilia | 29   | +1:11.654       | 11   | 2    |
| 15     | 50 | Eugene Laverty      | Aprilia | 29   | +1:13.856       | 19   | 1    |
| 16     | 14 | Ratthapark Wilairot | Honda   | 29   | +1:29.976       | 17   |      |
| 17     | 10 | Imre Toth           | Aprilia | 28   | +1 kolo         | 22   |      |
| 18     | 93 | Alen Gyorfi         | Honda   | 28   | +1 kolo         | 26   |      |
| 19     | 45 | Doni Tata Pradita   | Yamaha  | 28   | +1 kolo         | 24   |      |
| 20     | 94 | Toni Wirsing        | Honda   | 27   | +2 kola         | 25   |      |
| Ret    | 90 | Federico Sandi      | Aprilia | 22   | Nehoda          | 18   |      |
| Ret    | 52 | Lukáš Pešek         | Aprilia | 18   | Nehoda          | 15   |      |
| Ret    | 17 | Karel Abraham       | Aprilia | 3    | Nehoda          | 16   |      |
| Ret    | 6  | Alex Debon          | Aprilia | 3    | Následky nehody | 6    |      |
| Ret    | 7  | Russel Gomez        | Aprilia | 0    | Nehoda          | 23   |      |
| DNS    | 54 | Manuel Poggiali     | Gilera  |      |                 | 20   |      |

### Průběžná klasifikace jezdců a týmů
| Pos | #  | Jezdec           | Stroj   | Body |
| --- | -- | ---------------- | ------- | ---- |
| 1   | 58 | Marco Simoncelli | Gilera  | 164  |
| 2   | 36 | Mika Kallio      | KTM     | 153  |
| 3   | 19 | Alvaro Bautista  | Aprilia | 118  |
| 4   | 6  | Alex Debon       | Aprilia | 114  |
| 5   | 21 | Hector Barbera   | Aprilia | 113  |
| 6   | 75 | Mattia Pasini    | Aprilia | 108  |
| 7   | 4  | Hiroshi Aoyama   | KTM     | 98   |
| 8   | 12 | Thomas Lüthi     | Aprilia | 86   |
| 9   | 72 | Yuki Takahashi   | Honda   | 85   |
| 10  | 60 | Julian Simon     | KTM     | 68   |

| Pos | Továrna | Body |
| --- | ------- | ---- |
| 1   | Aprilia | 212  |
| 2   | Gilera  | 180  |
| 3   | KTM     | 163  |
| 4   | Honda   | 92   |
| 5   | Yamaha  | 1    |

## 125cc

### Kvalifikace
| *                                                   | *                                                   | *                                                | *                                                |
| _______1_______ Gábor Talmácsi Aprilia 1:27.552     |                                                     |                                                  |                                                  |
|                                                     | _______2_______ Bradley Smith Aprilia 1:27.645      |                                                  |                                                  |
|                                                     |                                                     | _______3_______ Stefan Bradl Aprilia 1:27.921    |                                                  |
|                                                     |                                                     |                                                  | _______4_______ Simone Corsi Aprilia 1:28.038    |
| _______5_______ Joan Olive Derbi 1:28.045           |                                                     |                                                  |                                                  |
|                                                     | _______6_______ Mike Di Meglio Derbi 1:28.123       |                                                  |                                                  |
|                                                     |                                                     | _______7_______ Tomoyoshi Koyama KTM 1:28.363    |                                                  |
|                                                     |                                                     |                                                  | _______8_______ Raffaele de Rosa KTM 1:28.410    |
| _______9_______ Sandro Cortese Aprilia 1:28.465     |                                                     |                                                  |                                                  |
|                                                     | _______10_______ Esteve Rabat KTM 1:28.499          |                                                  |                                                  |
|                                                     |                                                     | _______11_______ Danny Webb Aprilia 1:28.535     |                                                  |
|                                                     |                                                     |                                                  | _______12_______ Sergio Gadea Aprilia 1:28.559   |
| _______13_______ Stevie Bonsey Aprilia 1:28.572     |                                                     |                                                  |                                                  |
|                                                     | _______14_______ Nicolas Terol Aprilia 1:28.622     |                                                  |                                                  |
|                                                     |                                                     | _______15_______ Pol Espargaro Aprilia 1:28.702  |                                                  |
|                                                     |                                                     |                                                  | _______16_______ Scott Redding Aprilia 1:28.732  |
| _______17_______ Randy Krummenacher KTM 1:28.754    |                                                     |                                                  |                                                  |
|                                                     | _______18_______ Pablo Nieto KTM 1:28.759           |                                                  |                                                  |
|                                                     |                                                     | _______19_______ Marc Marquez KTM 1:28.831       |                                                  |
|                                                     |                                                     |                                                  | _______20_______ Marcel Schrötter Honda 1:28.852 |
| _______21_______ Dominique Aegerter Derbi 1:28.870  |                                                     |                                                  |                                                  |
|                                                     | _______22_______ Michael Ranseder Aprilia 1:28.935  |                                                  |                                                  |
|                                                     |                                                     | _______23_______ Efren Vazquez Aprilia 1:28.944  |                                                  |
|                                                     |                                                     |                                                  | _______24_______ Andrea Iannone Aprilia 1:28.964 |
| _______25_______ Takaaki Nakagami Aprilia 1:29.007  |                                                     |                                                  |                                                  |
|                                                     | _______26_______ Jules Cluzel Loncin 1:29.231       |                                                  |                                                  |
|                                                     |                                                     | _______27_______ Lorenzo Zanetti KTM 1:29.232    |                                                  |
|                                                     |                                                     |                                                  | _______28_______ Robin Lasser Aprilia 1:29.307   |
| _______29_______ Hugo van den Berg Aprilia 1:29.308 |                                                     |                                                  |                                                  |
|                                                     | _______30_______ Marvin Fritz Seel 1:29.552         |                                                  |                                                  |
|                                                     |                                                     | _______31_______ Pere Tutusaus Aprilia 1:29.618  |                                                  |
|                                                     |                                                     |                                                  | _______32_______ Robert Muresan Aprilia 1:29.638 |
| _______33_______ Alexis Masbou Loncin 1:29.821      |                                                     |                                                  |                                                  |
|                                                     | _______34_______ Sebastian Kreuziger Honda 1:30.074 |                                                  |                                                  |
|                                                     |                                                     | _______35_______ Marco Ravaioli Aprilia 1:30.739 |                                                  |
|                                                     |                                                     |                                                  | _______36_______ Eric Hubsch Aprilia 1:30.947    |
| _______37_______ Tobias Siegert Aprilia 1:30.971    |                                                     |                                                  |                                                  |
|                                                     | _______38_______ Bastien Chesaux Aprilia 1:30.983   |                                                  |                                                  |
|                                                     |                                                     | _______39_______ Louis Rossi Honda 1:31.308      |                                                  |
| --------------------------------------------------- | --------------------------------------------------- | ------------------------------------------------ | ------------------------------------------------ |

### Závod
| Pozice | #  | Jezdec              | Stroj   | Kola | Čas       | Rošt | Body |
| ------ | -- | ------------------- | ------- | ---- | --------- | ---- | ---- |
| 1      | 63 | Mike Di Meglio      | Derbi   | 27   | 40:03.710 | 6    | 25   |
| 2      | 17 | Stefan Bradl        | Aprilia | 27   | +2.010    | 3    | 20   |
| 3      | 1  | Gábor Talmácsi      | Aprilia | 27   | +2.733    | 1    | 16   |
| 4      | 38 | Bradley Smith       | Aprilia | 27   | +2.847    | 2    | 13   |
| 5      | 24 | Simone Corsi        | Aprilia | 27   | +9.117    | 4    | 11   |
| 6      | 11 | Sandro Cortese      | Aprilia | 27   | +9.249    | 9    | 10   |
| 7      | 18 | Nicolas Terol       | Aprilia | 27   | +9.257    | 14   | 9    |
| 8      | 45 | Scott Redding       | Aprilia | 27   | +30.778   | 16   | 8    |
| 9      | 93 | Marc Marquez        | KTM     | 27   | +33.034   | 19   | 7    |
| 10     | 77 | Dominique Aegerter  | Derbi   | 27   | +33.121   | 21   | 6    |
| 11     | 29 | Andrea Iannone      | Aprilia | 27   | +33.134   | 24   | 5    |
| 12     | 30 | Pere Tutusaus       | Aprilia | 27   | +33.171   | 31   | 4    |
| 13     | 87 | Marcel Schrötter    | Honda   | 27   | +33.208   | 20   | 3    |
| 14     | 22 | Pablo Nieto         | KTM     | 27   | +33.755   | 18   | 2    |
| 15     | 7  | Efren Vazquez       | Aprilia | 27   | +34.554   | 23   | 1    |
| 16     | 44 | Pol Espargaro       | Derbi   | 27   | +37.776   | 15   |      |
| 17     | 51 | Stevie Bonsey       | Aprilia | 27   | +37.872   | 13   |      |
| 18     | 73 | Takaaki Nakagami    | Aprilia | 27   | +54.240   | 25   |      |
| 19     | 85 | Marvin Fritz        | Seel    | 27   | +58.249   | 30   |      |
| 20     | 5  | Alexis Masbou       | Loncin  | 27   | +1:14.202 | 33   |      |
| 21     | 69 | Louis Rossi         | Honda   | 27   | +1:15.255 | 39   |      |
| 22     | 95 | Robert Muresan      | Aprilia | 27   | +1:16.356 | 32   |      |
| 23     | 72 | Marco Ravaioli      | Aprilia | 27   | +1:16.854 | 35   |      |
| 24     | 41 | Tobias Siegert      | Aprilia | 26   | +1 kolo   | 37   |      |
| Ret    | 8  | Lorenzo Zanetti     | KTM     | 25   | Porucha   | 27   |      |
| Ret    | 71 | Tomoyoshi Koyama    | KTM     | 24   | Nehoda    | 7    |      |
| Ret    | 35 | Raffaele de Rosa    | KTM     | 22   | Porucha   | 8    |      |
| Ret    | 16 | Jules Cluzel        | Loncin  | 19   | Porucha   | 26   |      |
| Ret    | 33 | Sergio Gadea        | Aprilia | 15   | Porucha   | 12   |      |
| Ret    | 21 | Robin Lasser        | Aprilia | 15   | Porucha   | 28   |      |
| Ret    | 6  | Joan Olive          | Derbi   | 14   | Porucha   | 5    |      |
| Ret    | 88 | Sebastian Kreuziger | Honda   | 14   | Porucha   | 34   |      |
| Ret    | 60 | Michael Ranseder    | Aprilia | 12   | Porucha   | 22   |      |
| Ret    | 48 | Bastien Chesaux     | Aprilia | 9    | Porucha   | 38   |      |
| Ret    | 99 | Danny Webb          | Aprilia | 5    | Porucha   | 11   |      |
| Ret    | 56 | Hugo van den Berg   | Aprilia | 4    | Porucha   | 29   |      |
| Ret    | 34 | Randy Krummenacher  | KTM     | 3    | Porucha   | 17   |      |
| Ret    | 86 | Eric Hubsch         | Aprilia | 2    | Nehoda    | 36   |      |
| DSQ    | 12 | Esteve Rabat        | KTM     |      |           | 10   |      |

### Průběžná klasifikace jezdců a týmů
| Pos | #  | Jezdec         | Stroj   | Body |
| --- | -- | -------------- | ------- | ---- |
| 1   | 63 | Mike Di Meglio | Derbi   | 166  |
| 2   | 24 | Simone Corsi   | Aprilia | 136  |
| 3   | 1  | Gábor Talmácsi | Aprilia | 109  |
| 4   | 17 | Stefan Bradl   | Aprilia | 101  |
| 5   | 6  | Joan Olive     | Derbi   | 94   |
| 6   | 18 | Nicolas Terol  | Aprilia | 91   |
| 7   | 38 | Bradley Smith  | Aprilia | 79   |
| 8   | 44 | Pol Espargaro  | Derbi   | 75   |
| 9   | 11 | Sandro Cortese | Aprilia | 68   |
| 10  | 45 | Scott Redding  | Aprilia | 65   |

| Pos | Továrna | Body |
| --- | ------- | ---- |
| 1   | Aprilia | 231  |
| 2   | Derbi   | 199  |
| 3   | KTM     | 69   |
| 4   | Honda   | 3    |
| 5   | Loncin  | 1    |

| Předchozí Velká cena: Velká cena Nizozemska 2008 | Mistrovství světa silničních motocyklů 2008 | Následující Velká cena: Velká cena USA 2008 |
| Předchozí ročník: Velká cena Německa 2007        | Velká cena Německa                          | Následující ročník: Velká cena Německa 2009 |